# OV3-3
OV3-3 (Orbiting Vehicle 3-3) – amerykański wojskowy satelita technologiczny z serii OV3, który prowadził badania warunków panujących w przestrzeni kosmicznej i ich oddziaływania na podzespoły satelitów. Wyniesiony na orbitę w 1966 roku satelita badał głównie parametry cząsteczek energetycznych w polach magnetycznych.

## Opis i działanie
OV3-3 został zbudowany przez firmę Aerojet, jako trzeci satelita typu OV3. Satelita miał kształt graniastosłupa o podstawie ośmiokątnej o średnicy 76 mm i masie 75 kilogramów. Miał badać warunki panujące w ziemskiej magnetosferze i wpływie jaki mogły one wywierać na działające satelity  . Satelita był stabilizowany obrotowo, wykonywał sześć obrotów wokół własnej osi na minutę . Wyposażenie satelity składało się głównie z puszki Faradaya, magnetometru i 3 spektrometrów .

## Misja
Misja rozpoczęła się 4 sierpnia 1966 roku, kiedy rakieta Scout B wyniosła z kosmodromu Wallops Flight Facility na niską orbitę okołoziemską trzeciego satelitę z serii OV3. Po znalezieniu się na orbicie OV3-3 otrzymał oznaczenie COSPAR 1966-70A . Satelita działał poprawnie przez 14 miesięcy, do września 1967 roku, kiedy to awarii uległ taśmowy rejestrator danych. Satelita mógł działać w związku z tym jedynie w czasie rzeczywistym gdy znajdował się w perygeum. Satelitę ostatecznie wyłączono z eksploatacji w 1969 roku .
Satelita po wykonaniu swojej misji pozostaje na orbicie .